# Zyginopsis
Zyginopsis är ett släkte av insekter. Zyginopsis ingår i familjen dvärgstritar.

## Dottertaxa tillZyginopsis, i alfabetisk ordning[1]
- Zyginopsis aceri
- Zyginopsis alaiensis
- Zyginopsis ariadne
- Zyginopsis asiatica
- Zyginopsis atropictila
- Zyginopsis bipunctula
- Zyginopsis bistrig
- Zyginopsis cassavae
- Zyginopsis chaudhrii
- Zyginopsis claripennis
- Zyginopsis doris
- Zyginopsis evansi
- Zyginopsis flammigera
- Zyginopsis flavogutta
- Zyginopsis fulvidorsum
- Zyginopsis fumosa
- Zyginopsis glavogutta
- Zyginopsis harmsi
- Zyginopsis horizontalis
- Zyginopsis iguchii
- Zyginopsis ipoloa
- Zyginopsis kashmirensis
- Zyginopsis lalage
- Zyginopsis leveri
- Zyginopsis macarangae
- Zyginopsis maculipennis
- Zyginopsis major
- Zyginopsis marginata
- Zyginopsis marginovittata
- Zyginopsis modesta
- Zyginopsis nayavua
- Zyginopsis okinawella
- Zyginopsis plagiata
- Zyginopsis postica
- Zyginopsis rewana
- Zyginopsis rubriclavus
- Zyginopsis shirozui
- Zyginopsis simulans
- Zyginopsis subfumata
- Zyginopsis takasagonis
- Zyginopsis thankotensis
- Zyginopsis transparipennis
- Zyginopsis urakensis
- Zyginopsis verticalis